# グスタフ・アマン (造園家)

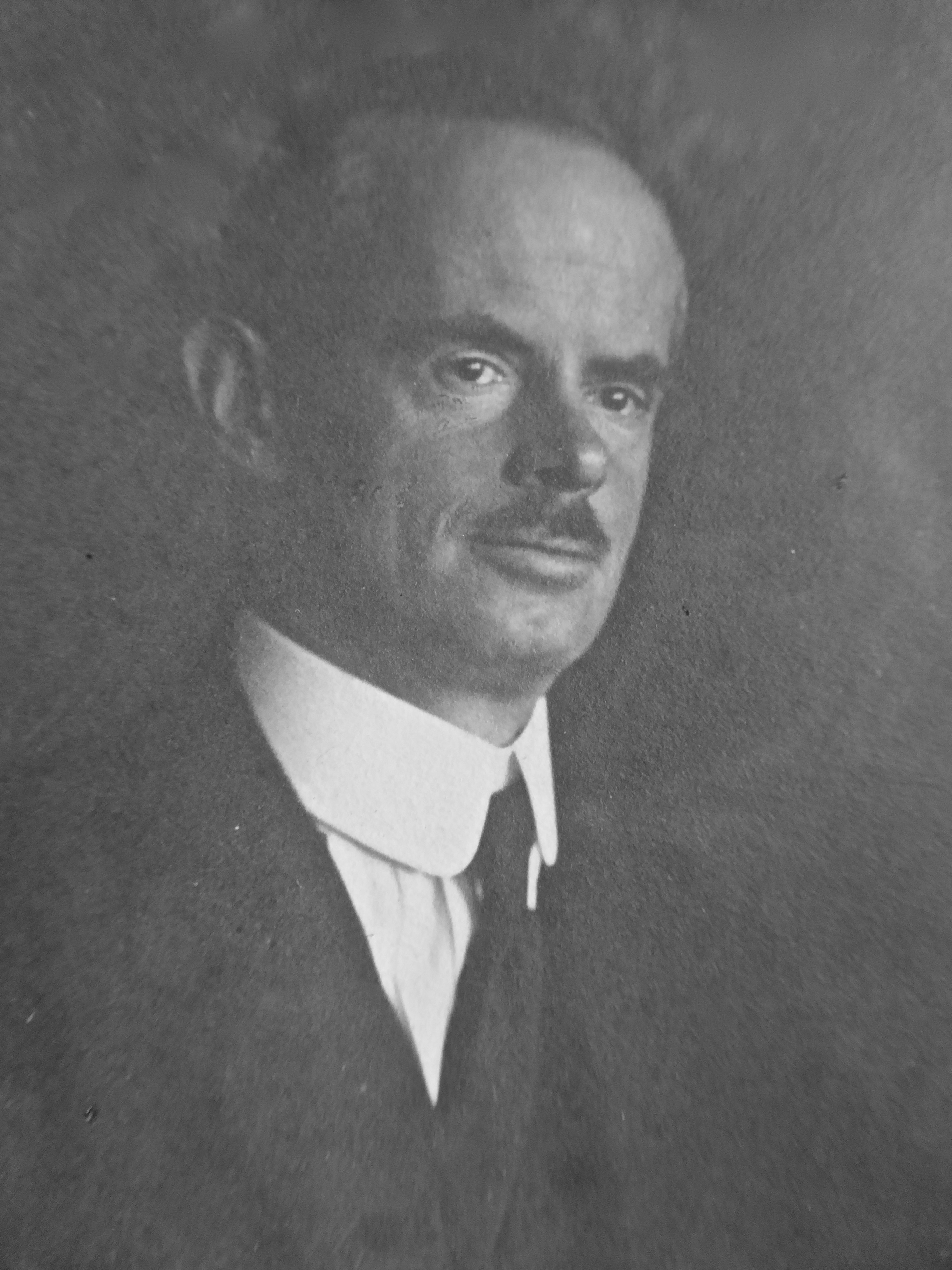
Gustav Ammann(グスタフ・アマン)

グスタフ・アマン（Gustav Ammann、1885年7月9日-1955年3月23日）は、スイスの造園家、景観デザイナー。ランドスケープアーキテクトでガーデンアーキテクト・ガーデンデザイナー。20世紀の庭園デザイン分野方面でモダニズム化をはかった人物としてしられる。
アレンモースと考案し、ロバート・ウィンクラーと自身が作庭したビュールレ・コレクションで知られるエミール・ビュールレのエリコン・ビュールレ社本社庭園は、現在グスタフ・アマン・パークと呼ばれている。
Freibad Letzigraben: Von Max Frisch und Gustav Ammann (2007、Ulrich Binder, Pierre Geering）によると、スイスでは、特に多数の先駆的な出版物によって、決定的な影響を与え、彼の全作品は1700スイス全土のプロジェクトの他、約230の出版物があるという。また、アマンの作品は、アート・アンド・クラフツ運動に影響を受けた庭から1950年代の有機的都市開発の流れをくむ緑地にまでスペクトルにまたがるとしている。 
代表作にガーテンハウザー・ステューダー（チューリッヒ、1936年）などがある。
Gustav Ammann: Landschaften der Moderne in der Schweiz Taschenbuch（2007）によると、世界大戦後の復興事業を担当し、これとクローテンのチューリッヒ空港のランドスケープデザインなどの大規模プロジェクトは、仕事のフィールド拡大に貢献し、ランドスケープアーキテクトの職能開発へと導いたとしている。
スイス工作連盟メンバーとしても活躍。ノイビュールでの工作連盟の露天風呂付住宅開発庭園を設計。
スイスの現代の時代の著名な建築家と多数の優れたプロジェクトパートナーを務めており、チューリッヒではCIAMの建築家マックス・エルンスト・ハフェリとヴェルナー・マックス・モーザーらと協働。
スイス連邦造園会（BSG）会長、国際造園家連盟 （IFLA）事務総長などの要職にも幾つか歴任している。

## 経歴
- 1885年生誕。父親は判事、弁護士。
- 1901年-1903年、庭師としてチューリッヒ・フレーベルにある園芸会社で修行。
- 1905年-1911年、マクデブルクにある美術工芸学校に進学し美術工芸を学ぶ。その傍ら有名なドイツの造園家の下で、とりわけ、ドイツ・ハンブルクの作庭オフィスで働いていたレベレヒト・ミッゲの下でも学ぶ
- 1911年から、企画設計部門に配属。1933年の解散まで、シニアランドスケープアーキテクトを務める。部下に建築家リチャード・ノイトラらがおり、見習い庭師としてはエルンスト・クラメルが修行していた。
- 1913年、スイス工作連盟（SWB)設立に参加。
- 1918年に開かれたスイス工作連盟の展覧会に庭を出展。
- 1933年にチューリッヒで開催された園芸博覧会「色彩の庭」と題した庭を出展する。当時にあっては恣意的にみえたようで、イカやタコのようと酷評されている。
- 1934年、チューリッヒにて独立。自身の設計事務所を設立。近代芸術の徒と協力し、とりわけ、建築家マックス・フリッシュの最も重要なプロジェクトに多数の"自然"を導入させ、いわゆるリビングガーデンスタイルで庭園や公園設計されて近代化をはかり、今世紀にドイツ・英語圏のスイス国内のガーデン改革を進めた。
- 1939年、チューリッヒでのスイス連邦万国博覧会で庭園デザインのディレクターを務めた。
- 1955年、死去。